# Ульяновка (Бешенковичский район)
Ульяновка (бел. Ульянаўка, до 30 июля 1964 года — Августберг) — деревня в Бешенковичском районе Витебской области Беларуси. Входит в состав Улльского сельсовета.

## География
Деревня находится в центральной части Витебской области, вблизи места впадения реки Уллы в Западную Двину, на расстоянии приблизительно 24 километров (по прямой) к северо-западу от городского посёлка Бешенковичи, административного центра района. Абсолютная высота — 122 метра над уровнем моря. Площадь населённого пункта — 0,3734 км².

## История
По состоянию на 1906 год, в имении Августберг имелся 1 двор и проживало 38 человек (20 мужчин и 18 женщин). В административном отношении входило в состав Улльской волости Лепельского уезда Витебской губернии.
До 17 июля 1964 года Ульяновка входила в состав Сокоровского сельсовета.

## Население
По данным переписи 2019 года, в деревне проживало 47 человек.
| Год  | Население, человек |
| ---- | ------------------ |
| 1906 | 38                 |
| 2009 | ↗ 67               |
| 2019 | ↘ 47               |